# بانو با سگ ملوس
«بانو با سگ ملوس» (به روسی: Дама с собачкой، تلفظ: داما سْ سُباچُکُی) یا بانو با سگ ملوسش داستان کوتاهی است از آنتوان چخوف که در سال ۱۸۸۹ نوشته است. در سال‌های نخست نویسندگی، چخوف صرفاً برای تأمین معاش زندگی‌اش می‌نوشت. در آثار اولیهٔ او نشانی از نویسندهٔ بانو با سگ ملوس دیده نمی‌شود. چخوف پنج سال آخر عمرش را بیشتر در یالتا گذراند و این داستان کوتاه را در آنجا نوشت. 
برخی، داستان بانو با سگ ملوس را به‌‌نوعی پاسخ چخوف به رمان آنا کارنینا اثر تولستوی می‌دانند: چخوف از عشق نامشروع  دفاع می‌کند؛ درحالی‌که تولستوی این عشق را به‌شدت محکوم می‌کند. با مقایسهٔ آنای چخوف و تولستوی می‌توان تفاوت رئالیسم در این دو نویسنده را بهتر درک کرد. در بانو با سگ ملوس شاهد این پارادوکس هستیم که دروغ می‌تواند تکیه‌گاهی برای حقیقتِ احساس باشد و حامل اصالت.
به نظر ناباکوف، منتقدان چخوف از شیوهٔ توصیف او خشمگین بودند و آن را پرداختن به موضوعات ناچیز و بی‌اهمیت می‌دانستند و نه بررسی دقیق و حل مشکلات ازدواج در طبقه بورژوا. از دیدگاه ناباکوف، تمام قواعد سنتی داستان‌گویی در این داستان کوتاه شکسته شده و این داستان یکی مهم‌ترین داستان‌هایی است که تا آن زمان نوشته شده است. 

## پیش‌زمینه

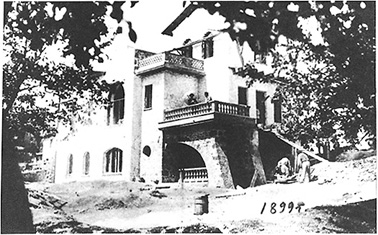
خانهٔ چخوف در یالتا که در سال ۱۸۹۹ تکمیل شد. او سالهای آخر عمرش را در آنجا زندگی کرد. بانو با سگ ملوس در این مکان نوشته شد.

پدربزرگ چخوف سرف بود؛ اما با پرداخت ۳٬۵۰۰ روبل توانست خود و خانواده‌اش را آزاد کند. داستان‌های اولیه چخوف برای کمک مالی به خانواده‌اش بود. او در دانشگاه علوم پزشکی مسکو تحصیل کرد و پس از آن، در شهر کوچکی به طبابت پرداخت. بعدها شخصیت‌های پرشماری از داستان‌های کوتاه او با الهام از این دورهٔ زندگی او شکل گرفتند. اما در همان دوره او با نام دیگری می‌نوشت و اغلب داستان‌هایش قطعه‌هایی از طنز بود. این نوشتار اغلب در بولتن‌های روزانه گروه‌های سیاسی منتشر می‌شد که گاه حتی با هم خصومت داشتند. چخوف هرگز در جنبش سیاسی مشارکت نکرد، البته این تصمیم ناشی از بی‌اعتنایی به فشارهای رژیم بر مردم نبود بلکه او راه خود را جدا می‌دانست. چخوف فردگرا و هنرمند بود.
دو مجموعهٔ اول از داستان‌های کوتاه او در ۱۸۸۶ و ۱۸۸۷ منتشر شد. مسیر پرافتخار چخوف از همین ابتدا آغاز شد؛ به‌طوری که توانست حرفه پزشکی را کنار گذارد و وقت خود را به‌طور کامل صرف ادبیات کند.
او برای خانواده‌اش مِلکی در نزدیکی مسکو خرید تا همگی در آنجا زندگی کنند. چخوف با مشارکت فعالانهٔ در عملیات اجرایی، اقدام به ساختن مکان‌های به عنوان مدرسه، کتابخانه، کلینیک و ... کرد. پیش از آن هم در دورهٔ پزشکی خود و در زمان بیماری فراگیر، به تنهایی ۲۵ روستا را پوشش داده بود. فضای چنین کارهایی در آثار ادبی او دیده می‌شود بدون آنکه در حال دادن پیام باشد. چنین روحیه‌ای منجر به داستانهای کوتاه پرشمار او در پرداختن به جزئیات جهانِ روسیِ دههٔ ۱۸۸۰ و ۱۸۹۰ شد.

## سیر نویسندگی
در سالهای نخست نویسندگی، چخوف صرفاً برای به دست آوردن درآمد می‌نوشت. او با پرداختن به داستان‌های طنز درآمد خوبی نیز به دست آورد. در آثار اولیهٔ او نشانی از نویسندهٔ دوئل و بانو با سگ ملوس دیده نمی‌شود. تا سال ۱۸۸۶، آثار او علاوه بر موفقیت مالی، توجه منتقدان را جلب کرد. (او هیچگاه از پزشکی درآمدی به دست نیاورد زیرا اغلب روستائیان را به رایگان معالجه می‌کرد.)
چخوف پنج سال آخر عمرش را بیشتر در یالتا گذراند (در ژوئیه ۱۹۰۴ درگذشت). بیماری سل او در اواخر دههٔ ۱۸۹۰ به آخرین مراحل خود رسیده بود و او باید در مکانی با آب‌وهوای بهتر ساکن می‌شد. او ویلایی در چند مایلیِ مرکز شهر، در حومه‌ای به نام اوتکا ساخت و کلبهٔ کوچکی نیز کنار آب در روستای تاتارِ کنار دریا با نام گورزوو خرید. چخوف در این مکان‌ها سه خواهر، باغ آلبالو و بانو با سگ ملوس را نوشت.

## خلاصه

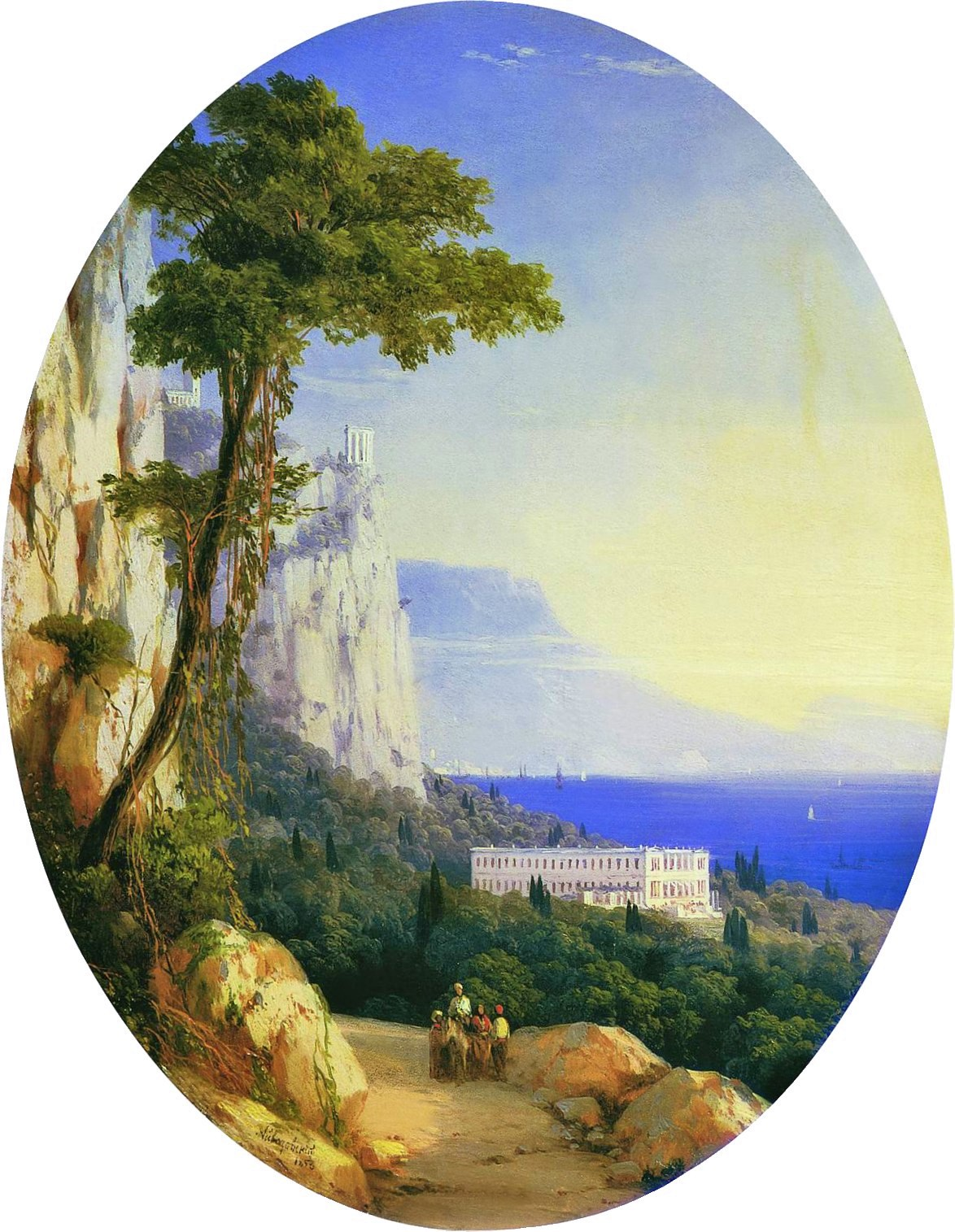
نمایی از اوراندا در یالتا؛ ایوان آیوازوفسکی (۱۸۵۸)

بانوی جوانی همراه با سگش در یالتا حضور دارد. مردی به نام گوروف که در اصل در شهر مسکو با همسر و فرزندانشان زندگی می‌کنند، نیز به یالتا آمده است. همسر گوروف خود را «زنی که فکر می‌کند» می‌نامد؛ شوهرش او را کودن، ‌کسل‌کننده و خالی از ظرافت می‌داند. گوروف دائما به همسرش بی‌وفایی می‌کند، رویکرد عمومی او به زنان آن است که «آن نژاد پست» خطابشان کند اما بدون همین نژاد قادر به زندگی نیست. همهٔ نشانه‌های بانو و سگش حاکی از کسل بودن او است. حضور حیوان منجر به آشنایی آن دو می‌شود. گوروف و بانو به صحبت مشغول می‌شوند. پس از بازگشت مرد به هتل خود، او با رویای زن به خواب می‌رود. زن بسیار جوان است و کمی پیش همانند دختر گوروف به تحصیل مشغول بوده است.
پس از گذشت یک هفته، در یک روز داغ و پرباد نیمروز و عصر را با هم می‌گذرانند. سپس در اتاق دختر در هتل همخوابگی می‌کنند؛ دختر احساس گناه می‌کند و مرد به خوردن هندوانه مشغول می‌شود. دختر همراه با اشک از همسر آلمانی خود می‌گوید. صبحگاه مه‌آلودِ روز بعد یکدیگر را ملاقات می‌کنند، چند روز بعد آنا باید به شهر خود بازگردد. 
زندگی در مسکو با همهٔ جنب‌وجوشش نمی‌تواند بانو و سگ را از ذهن گوروف خارج کند. با هیچ‌کس نمی‌تواند دربارهٔ تجربه جدیدش صحبت کند و هرگاه تلاشی برای اینکار انجام می‌دهد به دیوار برمی‌خورد. در یک شب دیرهنگام گوروف ناگهان به یکی از دوستانش می‌گوید نمی‌دانی چه زن دلپذیری را در یالتا دیدم! دوستش که کارمند دولت است واکنش نشان می‌دهد حق داشتی، ماهی بد بو بود.
گوروف تمامی زندگانی خود (از کار در بانک تا خانواده‌اش) را کسل‌کننده می‌یابد، مسکو را به قصد شهر بانو ترک می‌کند. در آنجا، اتاقی در بهترین هتل اجاره می‌کند؛ فرش خاکستری توجهش را جلب می‌کند که از قماش نظامی ساخته شده است، مرکبدان نیز خاکستری از غبار و به شکل اسب‌سواری است که کلاهش را با دست تکان می‌دهد و سر ندارد. خانهٔ بانو را نیز حصاری دراز و خاکستری محاصره کرده که چنگالهایش بیرون زده است. 
گوروف به تئاتر محلی می‌رود که برای اولین بار اپرایی را به نام گیشا را اجرا می‌کند. بانو را همراه با شوهرش می‌بیند؛ درمی‌یابد در میان خیل جمعیت، عزیزترین و نزدیکترین شخص به او است. او راهی برای صحبت با بانو پیدا می‌کند: از کریدورها و راه‌پله‌های تئاتر و از میان حضار بالا و پایین می‌روند. برای دیدنت به مسکو خواهم آمد. هیچگاه شاد نبوده‌ام؛ حالا هم ناشادم و هرگز و هرگز شاد نخواهم بود، هرگز! گوروف پس از مکثی، تئاتر را ترک می‌کند.              

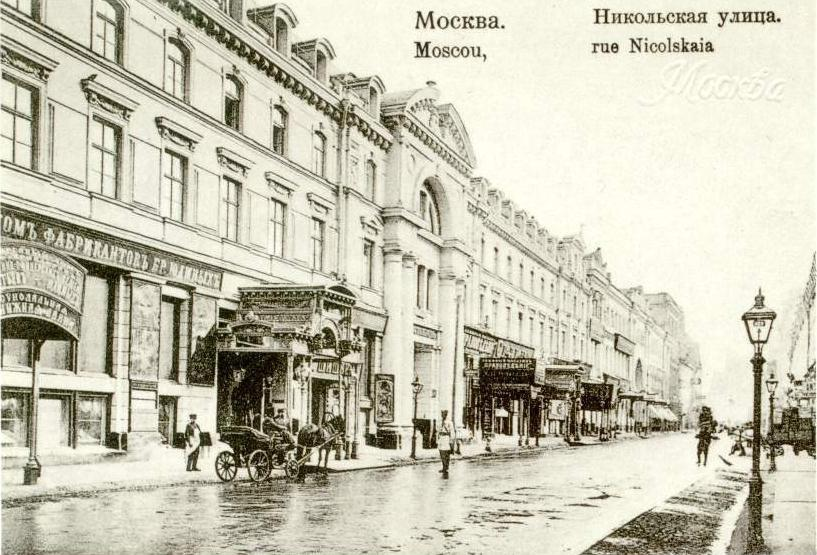
هتل «بازار اسلاوی»، خیابان نیکلسکایا، مسکو

دیدارهای گوروف و آنا مخفیانه در مسکو صورت می‌گیرد. چیزی که او را آشفته کرده است این است که همهٔ بخش‌های تصنعی زندگی‌اش (بانک، کلوب، مکالمات با اشخاص، اجبارهای اجتماعی) به صورت آشکار روی می‌دهند اما بخش واقعی و هیجان‌برانگیز زندگی او در خفا است. او دو زندگانی دارد: یکی پر از حقیقت‌های متعارف و دروغ‌های متعارف دقیقا شبیه به زندگی دوستان و همراهانش؛ و دیگری مخفیانه. هر چیزی که برای او ضروری است، هر چیزی که او نسبت به آن احساس صادقانه‌ای دارد و خودش را فریب نمی‌دهد، هر چیزی که هستهٔ اصلی زندگانی او است، از دیگران مخفی است؛ در همان حال هر چیزی که نادرست و پوسته‌ای است که او خود را در آن مخفی می‌کند (از جمله نژاد پست)، آشکار است. با قضاوت دیگران با زندگی خودش، آنچه را می‌دید باور نداشت. زندگی شخصی هر فرد مخفیانه است و شاید به همین خاطر است که انسان متمدن با نگرانی بر احترام حریم خصوصی تاکید می‌کند.  
در ملاقات آخر، احساس می‌کنند نزدیکترین دوست یکدیگر هستند. به نظر می‌رسد برای گریز ار مخفی‌کاری به راه‌حلی  رسیده‌اند و زندگی جدید و شکوهمندی را آغاز خواهند کرد؛ نتیجه در دور دست قرار دارد و هر دو می‌دانند هر آنچه که برایشان پیچیده و سخت است تازه شروع شده است.

## بررسی
در گفتگوی ابتدایی، گوروف به طرز هوشمندانه‌ای از گرانادا نام می‌برد. پس از همخوابگی، در حالی که آنا احساس گناه می‌کند، گوروف با بی‌خیالی تکه‌ای هندوانه می‌بُرد و به آهستگی می‌خورد. زمانی که گوروف به خانه آنا می‌رسد از هیجان نام سگ او را فراموش می‌کند که همراه با خدمتکار در حال خروج از خانه است. دو پسربچه در تئاتر گیشا ممکن است بازتابی از خاطرات دوران کودکی و اهمیت تئاتر برای چخوف باشند که همراه دوستانش به تئاتر تاگانروگ می‌رفت.
چخوف چنان گذرا به این سخن گوروف اشاره می‌کند که در خاطر باقی نمی‌ماند: گوروف به آنا می‌گوید مدرکش را در هنر گرفته اما در بانک کار می‌کند و به عنوان خوانندهٔ اپرا آموزش دیده اما آن را رها کرده است.  صحنهٔ گفتگوی گوروف با دوستش دربارهٔ ماهی به صحنه‌ای در داستان دیگر چخوف به نام بوسه شباهت دارد. در هر دو چیزی ارزشمند و دوست‌داشتنی تحت نگاه مبتذل بیرونی، آلوده می‌شود. در این داستان (استثنائا) کسی نمی‌میرد و یا نمرده است اما مرگ در فضا حضور دارد. سفر معنوی گوروف (تبدیل او از مردی خبرهٔ زنان به تعهد به یک زن معمولی)، سفر کناره‌گیری از زندگی است.
بانو با سگ ملوس را پاسخ چخوف به آنا کارنینا اثر تولستوی دانسته‌اند: دفاع از عشق نامشروع در مقابل محکومیت شدید (شاید دوسوگرا). با مقایسهٔ آنای چخوف و تولستوی می‌توان تفاوت رئالیسم در این دو نویسنده را درک کرد. خیانت به عنوان یک پدیدهٔ اجتماعی، آنقدر که برای تولستوی دغدغه است برای چخوف نیست. در آنا کارنینا دو عاشق فقط گوشه‌ای از تصویر را پر می‌کنند؛ در بانو با سگ ملوس تمامی تصویر را به خود اختصاص می‌دهند. در بانو با سگ ملوس این پارادوکس حضور دارد که دروغ (فریب زن توسط مرد یا مرد توسط زن) می‌تواند تکیه‌گاهی برای حقیقتِ احساس باشد و حامل اصالت.

## تفسیر
شخصیت اصلی در همان پاراگراف اول و به دنبالش شخصیت مرد ظاهر می‌شود. در بخش سوم، داستان به اوج خود می‌رسد، فضای جدید گوروف توصیف می‌شود.  به نظر نابوکف، منتقدان چخوف از شیوهٔ توصیف او خشمگین بودند و آن را پرداختن به موضوعات ناچیز بی‌اهمیت می‌دانستند و نه بررسی دقیق و حل مشکلات ازدواج در طبقه بورژوا. نابوکف اما این بخش را از دیدگاه ادبی چنان زیبا می‌داند که منجر به قرار دادن چخوف در کنار تولستوی و گوگول می‌شود. فصل چهارم که آخرین فصل و کوتاه است شامل دیدار گوروف و آنا در مسکو است. صحنهٔ پایانی دارای همان حس ترحمی است که در همان آغاز داستان آمده بود. داستان به شیوهٔ چخوفی، نه با نقطه بلکه با حرکت طبیعی زندگی پایان می‌یابد.
از دیدگاه نابوکف، تمام قواعد سنتی داستان‌گویی در این داستان کوتاه (حدودا بیست صفحه) شکسته شده است. موضوعی وجود ندارد، اوج معمولی وجود ندارد و نقطه‌ای در پایان قرار ندارد. و این داستان یکی بزرگترین داستانهایی است که نوشته شده است. داستان به شکلی طبیعی روایت می‌شود؛ به گونه‌ای که شخصی به فردی دیگر مهمترین مسائل زندگی‌اش را بازگو کند: آرام و بدون وقفه، با صدایی آرام. شخصیت‌پردازی با انتخاب و توزیع دقیق صورت گرفته است. اخلاقیات خاص و و پیامی در آن وجود ندارد. دستگاهی از امواج حضور دارند. بر تضاد شعر و نثر تاکید می‌شود. پایان مشخصی برای مشکلات، امیدها و آرزوها وجود ندارد. نویسنده بسیار به ریزه‌کاری می‌پردازد.

## در زبان فارسی

جلد کتاب «بانو با سگ ملوس» چاپ انتشارات پروگرس، مسکو.

این داستان را مترجمانِ متعددی در سال‌های مختلف به فارسی درآورده‌اند.
| سروژ استپانیان | عبدالحسین نوشین | احمد گلشیری |
| مجموعه آثار | بانو با سگ ملوس و داستان‌های دیگر | بهترین داستان‌های کوتاه/ آنتون پاولوویچ چخوف |
| بانویی با سگ کوچولویش | بانو با سگ ملوس | خانم با سگ کوچک |
| --- | --- | --- |
| «می‌گفتند در خیابان ساحلی شهر چهرهٔ تازه‌ای دیده شده است -خانمی با یک سگ کوچولو- دیمتری دمیتریچ گورف نیز که از دو هفته پیش به یالتا آمده و تا آن روز به محیط آنجا عادت کرده بود، حالا دیگر مانند بقیه اهالی شهر، به چهره‌های تازه علاقه نشان می‌داد. همینطور که در آلاچیق باغ ورن نشسته بود زن جوان موبوری را دید که قد متوسطی داشت و کلاه بره بر سر نهاده بود و طول خیابان ساحلی را قدم‌زنان می‌پیمود؛ سگ سفید کوچولویی هم از پی زن می‌دوید.» | «میگفتند که در کنار دریا قیافهٔ تازه‌یی پیدا شده: بانو با سگ ملوسش. دمیتری دمیترچ گوروف هم که دو هفته بود در یالتا می‌گذراند و دیگر به آنجا عادت کرده بود، در جستجوی اشخاص و قیافه‌های تازه بود. روزی در غرفهٔ متعلق به ورنه نشسته بود و دید زن جوانی، میانه‌بالا، موبور، بره به‌سر از خیابان کنار دریا میگذشت و سگ سفید ملوسی به‌دنبالش میدوید.» | «همه از کسی صحبت می‌کردند که به‌تازگی در گردشگاهِ ساحلی دیده شده بود، یعنی خانم با سگ کوچک. دیمتری دمیتریچ گوروف، که دو هفته‌ای بود به یالتا آمده و دیگر با راه و رسم زندگی آن‌جا خو گرفته بود، رفته‌رفته به آدم‌های تازه علاقه نشان می‌داد. از روی صندلی خود در جلوِ کافهٔ وِرنِت چشمش به زن جوانی افتاد که کلاه بِره به‌سر داشت و در امتداد گردشگاه ساحلی قدم می‌زد. زن کیسوان خرمایی داشت، چندان بلندبالا نبود و به دنبالش سگ پشمالوی سفیدی با پاهای کوچک دوان‌دوان حرکت می‌کرد.» |